# 施泰尔马克地区诺伊马克特
施泰尔马克地区诺伊马克特是奥地利施蒂利亚州穆劳县的一个市镇。总面积10.75平方公里，总人口1910人，人口密度177.7人/平方公里（2005年）。